# لمياء المقدم
لمياء المقدم (1971-) هي كاتبة وشاعرة وصحفية ومترجمة تونسية، ولدت في مدينة سوسة التونسية،  بدأت كتابة الشعر في سن مبكرة، بتشجيع من عائلتها ومعلموها، ونشرت قصيدتها الأولى في جريدة البديل اليسارية،  حصلت على ماجستير في اللغة العربية وآدابها، عاشت في هولندا لمدة 20 عامًا  وتعيش حاليًا في العاصمة الهولندية أمستردام.
ألفت كتابين في الشعر وتُرجمت أعمالها إلى الإنجليزية والفرنسية والهولندية والكردية، وحصلت على جائزة الحجارة الأدبية في هولندا عام 2000.

## مؤلفات
- «انتهت هذه القصيدة.. انتهى هذا الحب»، آفاق للنشر والتوزيع، 2015.[3]
- «في الزمن وخارجه»، منشورات المتوسط، 2019.[4]
- «بطعم الفاكهة الشتوية»، دار النهضة العربية للطباعة والنشر والتوزيع، 100 صفحة، 2007.[5]
- «أنت قلت»، ترجمة من الهولندية، الهيئة المصرية العامة للكتاب، 2017.[6]
- «مالفا»، تأليف:هاخر بيترز، ترجمة لمياء المقدم، دار الساقي، 2018.[7]

### قصائد تُرجمت للإنجليزية
- «(بالإنجليزية: Two poems)‏» قصيدتان، الأدب العالمي اليوم، 2018.[8]
- «(بالإنجليزية: Four poems)‏» أربع قصائد ("بائع الخبز"، "لو كتبت الشعر"، "تنورة قصيرة"، "شيء يجب أن ينكسر في النهاية"، بانيبال، 2017.[9]
- «(بالإنجليزية: Three poems)‏» ثلاث قصائد، بانيبال.[10]

## جوائز
- جائزة الحجارة الأدبية هولندا 2000.[11]